# Rue du Réduit
La rue du Réduit est une rue de Lille, dans le Nord, en France.

## Situation et accès
La rue du Réduit, qui dessert le quartier de Lille-Centre, est une voie qui relie la Porte de Paris à la rue Saint-Sauveur.
Elle est desservie par la station Mairie de Lille de la ligne 2 du métro de Lille, située à Lille, dans le quartier Lille-Centre. Inaugurée le 1er avril 1989, la station permet de desservir également le palais des sports Saint-Sauveur et la mairie centrale.

## Origine du nom
Le nom de la rue est lié au fort du réduit autre nom de l'ancien fort Saint-Sauveur à proximité.

## Historique
L'origine de la rue du Réduit est liée à celle det la place du Réduit  (ensuite square Ruault). La création de cette place  nécessita la démolition d’un pâté de 20 maisons de la rue des Sauhuteaux (disparue vers 1924) en vertu d’un échange conclu le 6 avril 1548 entre le Magistrat de la ville et l’Hôpital Saint-Sauveur.
Une petite partie du square Ruault est située actuellement dans la rue du Réduit le long d'une façade latérale de l’Hôtel-Ville. De l'autre côté de cette rue, le square du Réduit qui porte son ancien nom est un petit espace vert jouxtant les bâtiments militaires préservés du XVIIe siècle de l’ancien fort Saint-Sauveur.
Un élément de l'ancienne porte de Tournai démolie en 1924 lors du démantèlement des fortifications de Lille est visible dans le square.

## Bâtiments remarquables et lieux de mémoire
La rue comprend deux bâtiments protégés au titre des monuments historiques.
- L'hôtel de ville[2]
- La Porte de Paris[3]
- La chapelle du Fort Saint-Sauveur[4]
- L'Hôpital Saint-Sauveur[5]